# 于西翰
于西翰（우서한 단군）是翰栗檀君的长子和传说中的檀君朝鲜的第八代君王(公元前1993年 - 公元前1985年). 
根据20世纪的桓檀古記记载八世 檀君 于西翰(或曰烏斯含) 在位八年。